# Ad Astra Obwalden
Ad Astra Obwalden (bis 2022 Ad Astra Sarnen) ist ein Schweizer Unihockeyverein aus der Ortschaft Sarnen im Kanton Obwalden. Die erste Mannschaft von Ad Astra spielt in der Nationalliga B.

## Geschichte
Als Ad Astra Sarnen wurde der Verein am 7. Dezember 1989 durch Dominik Anderhalden, Emmanuel Hofer, Roger Isler und Marc von Moos gegründet.
Ab der Saison 1998/99 wechselte die erste Mannschaft der Herren vom Kleinfeld auf das Grossfeld und konnte in der 1. Liga GF einsteigen. 2011/12 schaffte Ad Astra den Aufstieg in die NLB (2:0-Sieg in der Best-of-3-Serie gegen Lok Reinach). In der Saison 2018/19 sicherte sich Ad Astra den Qualifikationssieg in der NLB und stieg zum ersten Mal in der 30-jährigen Vereinsgeschichte in die NLA auf (4:2-Sieg in der Best-of-7-Serie gegen Kloten-Dietlikon Jets).
Den Damen gelang 2006 der Aufstieg von der 1. Liga in die Nationalliga B. Während der Saison 2008/09 schafften die Damen den Einzug in das Halbfinale des Schweizer Cups. Nur ein Jahr nach dem Erfolg stiegen die Damen wieder in die 1. Liga ab.
Am Ende der Saison 2014/15 wurde Ad Astra der kantonale Sportpreis verliehen.
In der Saison 2018/2019 stieg die Herrenmannschaft erstmals in die Nationalliga A auf.
In der Saison 2021/2022 ist die Herrenmannschaft wieder in die Nationalliga B abgestiegen.
Seit 2022 lautet der neue Vereinsname Ad Astra Obwalden.

## Stadion
Die Mannschaften von den Ad Astra spielen deren Heimspiele wenn möglich in der Dreifachturnhalle der Kantonsschule Obwalden.